# 柏原銀行 (滋賀県)
柏原銀行（かしわばらぎんこう）は、明治期に、中山道の宿場町であった柏原宿（現在は滋賀県米原市の一部）で設立された銀行。

## 歴史
1901年（明治34年）6月、滋賀県坂田郡柏原村で商人の山根佐太郎によって設立された、資本金3万円（払込7,500円）ほどの小銀行である。
柏原宿は江戸時代には栄えていたが明治時代に入ると存在意義が薄まり、鉄道も長岡（現在の近江長岡駅）に開設されて路線からは外れた。その後、1900年（明治33年）に柏原駅が新設されたのを機に、経済的条件が好転したことから、山根佐太郎が柏原の商人に働き掛け共同設立した。
1943年（昭和18年）6月、滋賀銀行によって買収された。

## 建物
本店のあった土地、建物は、米原市に寄贈され、2004年から復元、公開に向けて検討が重ねられ、2008年から工事に着工。2009年3月に完成した。建屋は地域密着型通所介護事業所として活用されている。